# Masahiko Shimada
(Masahiko Shimada, Yudayakei Aonisai, trad. italiana Il discepolo, in Mi farò mummia, Marsilio, 1995, p. 77)
Masahiko Shimada (島田 雅彦?, Shimada Masahiko; Tokyo, 13 marzo 1961) è uno scrittore giapponese.

## Biografia
Masahiko Shimada nasce a Tokyo nel 1961, ma passa la prima parte della sua vita nella città di Kawasaki. Al termine della scuola superiore si sposta a Tokyo per studiare all'Università di Lingue Straniere, dove si laurea in russo nel 1984. Durante il periodo universitario inizia a scrivere romanzi e la sua prima opera, pubblicata nel 1983, è la novella Divertimento per gentiluomini di sinistra (優しい左翼のための喜遊曲?, Yasashii sayoku no tame no kiyūkyoku), che racconta le vicende di un gruppo di studenti di sinistra, all'interno del quale i pensieri politici più radicali e la politica in generale, tematiche serie da adulti, diventano un gioco. Quest'opera, insieme ad altre sei scritte nell'arco di tre anni, viene nominata per il premio Akutagawa. Dopo la laurea continua la carriera di scrittore, e la sua prolifica produzione inizia a spaziare dal romanzo a storie brevi, opere teatrali e saggi.
Nel 1984 vince il Premio letterario Noma (野間文芸新人賞?, Noma Bungei Shinjin Shō) per scrittori emergenti con Musica per il Regno del Sonnambulismo (夢遊王国のための音楽?, Muyū Ōkoku No Tame No Ongaku).
Successivamente, dopo un anno trascorso ad insegnare alla Columbia University a New York, torna in Giappone dove pubblica Messaggero di sogni (夢使い?, Yumetsukai), il romanzo che meglio racchiude i temi principali delle sue opere: ribellione, identità e marginalità.

## Carriera letteraria
Shimada Masahiko è uno dei rappresentanti degli scrittori post-modernisti giapponesi divenuti popolari tra gli anni Ottanta e Novanta. Post-modernista nello stile, nelle tematiche trattate e, più in generale, nel suo approccio alla letteratura, è spesso stato definito l'enfant terrible della letteratura giapponese. Si avvale spesso dell'uso della parodia e della satira (il suo Higan-Sensei, 1992, è ad esempio la parodia/rilettura di Kokoro di Natsume Soseki), del pastiche e di tecniche metanarrative. Attraverso riferimenti intertestuali, l'autore lega tra loro i suoi saggi e i suoi romanzi, due tipologie di scritti convenzionalmente tenute separate. Questo gioco di rimandi si nota in particolare nei personaggi descritti, che spesso sono caricature degli scrittori giapponesi in precedenza criticati nei saggi.
Inconsueti rispetto alla tradizione sono anche il suo stile rozzo e il suo rifiuto di creare personaggi realistici.

### Yumetsukai
Tra le sue opere più popolari, Yumetsukai, scritta nel 1989, dopo aver trascorso un anno a New York in qualità di visiting professor alla Columbia University, e tradotta in inglese nel 1993 con il titolo Dream Messenger. Il romanzo racconta la storia di Masao Fudo, rapito dal padre da piccolo e abbandonato a New York. Qui finisce in un orfanotrofio, e con il nuovo nome di Mattew Katagiri entra nel circolo dei bambini in affitto, ossia bambini affittati per un certo periodo di tempo alle famiglie che vogliono riempire il vuoto dei figli morti, o provare l'ebbrezza di essere genitori. Costretto ad abbandonare la propria identità per indossarne ogni volta una nuova a seconda dei desideri altrui, per superare lo stress, Mattew crea un amico immaginario, un alter ego chiamato Mikainaito, con il quale continua a dialogare sino all'età adulta. Ventottenne, lo reincontriamo a Tokyo, dove si guadagna da vivere come "amante e amico professionista". Nel frattempo la madre, decisa a ritrovarlo, assume un romanziere fallito ed eccentrico e un'ex reginetta di bellezza. La loro ricerca di Mattew, che li farà entrare in contatto con personaggi bizzarri, li condurrà in una prigione fuori Tokyo e poi a New York, salvo poi ritornare nella capitale giapponese.
Come in altri romanzi, anche in Yumetsukai Shimada si diverte a giocare con i nomi dei suoi personaggi, creando giochi di parole o richiami ad eventi realmente accaduti. Un esempio è "Kubi Takehiko", nome di penna di Shimada all'Università, ma anche nome maschile che, combinato al cognome, contiene la parola kubitakke, essere pazzi d'amore per qualcuno.
Nel romanzo sono presenti due tipi di narrazione, che si intrecciano fra di loro: una in terza persona, che descrive il tempo presente; l'altra, la voce del protagonista, che racconta la vita di bambino in affitto.

## Temi
Sono diversi i temi trattati nelle opere di Shimada, dall'intelligenza artificiale, alla diffusione dell'AIDS, al sogno come ispirazione o mezzo di fuga da un mondo disumanizzato, alla realtà delle metropoli e delle periferie urbane, alla religione e all'identità nazionale giapponese. Nella sua scrittura è stata colta l'influenza di scrittori come Dante, Poe e Witold Gombrowicz. Nelle sue opere sono spesso presenti soggetti ai bordi della società, come emarginati, rifugiati, orfani, o personaggi afflitti da tendenze masochistiche, psichicamente devianti dalla norma, come il giovane filosofo in Yudayakei che attraversa la Francia per curare la propria schizofrenia, o mancanti di identità, copie inautentiche, come Akuma Kazuhito, il giovane protagonista del romanzo Boku wa mozō ningen (letteralmente: Sono un uomo artificiale, 1985), parodia di Confessioni di una maschera di Mishima.
Nel 2002, in un'intervista con lo scrittore e critico americano Larry McCaffery, Shimada ha sostenuto che il fondamento dell'identità nazionale giapponese del XX secolo andava ricercato nel rapporto masochistico intrattenuto dal suo paese con gli Stati Uniti e l'Occidente. Tale masochismo, definito in generale come l'impulso a guadagnare un vantaggio e a costruirsi un'identità attraverso l'accettazione di uno stato di subordinazione verso un ''altro'' più forte, secondo Shimada si manifesta sotto due forme: il masochismo culturale e quello politico. Attraverso il primo poteva essere letta la tradizione letteraria nipponica a partire dal periodo Meiji, caratterizzata a suo parere da un senso di vergogna causato dal complesso di inferiorità nei confronti della cultura occidentale, alla quale molti scrittori si sforzarono di conformarsi. Il secondo, invece, riferito alla frammentazione della soggettività individuale e nazionale, deriverebbe dalla situazione creatasi in Giappone nel primo dopoguerra, quando l'occupazione americana seguita alla sconfitta della penisola nipponica nella Seconda Guerra Mondiale, portò il paese a una progressiva perdita della propria identità: le nuove istituzioni si svilupparono sul modello americano e la stessa Costituzione del Giappone venne redatta dalle forze occupanti, limitando in questo modo la crescita dell'autonomia e della sovranità giapponese. Lo stato di impotenza vissuto dal popolo giapponese e la perdita delle tradizioni locali, vengono rappresentati dallo scrittore attraverso una "castrazione simbolica". Ne sarebbe un esempio il lato masochista spesso presente nei suoi personaggi, ovvero la loro disponibilità a sottomettersi ad una forza maggiore che li sovrasta, spesso per poter ottenere dei vantaggi.

## Opere

### Romanzi
- 1983. 優しいサヨクのための嬉遊曲, Yasashii sayoku no tame no kiyūkyoku (letteralmente: Divertimento per gentiluomini di sinistra)
- 1984. 亡命旅行者は叫び呟く, Bōmei ryokōsha wa sakebi tsubuyaku (letteralmente: Urli e mormorii degli esuli viandanti)
- 1984. 夢遊王国のための音楽, Muyū ōkoku no tame no ongaku (letteralmente: Musica per il regno del sonnambulismo)
- 1985. 僕は模造人間, Boku wa mozō ningen (letteralmente: Sono un uomo artificiale)
- 1985. 天国が降ってくる, Tengoku ga futte kuru (letteralmente: Il Paradiso sta cadendo)
- 1986. ドンナ・アンナ, Donna Anna
- 1987. 未確認尾行物体, Mikakumin bikō buttai (letteralmente: Oggetto inseguitore inindentificato)
- 1989. 夢使い, Yumetsukai (letteralmente: Messaggero di sogni)
- 1990. ロココ町, Rococo-chō (letteralmente: Citta di Rococò)
- 1991. アルマジロ王, Arumajiroō (letteralmente: Il re degli armadilli)
- 1992. 預言者の名前, Yogensha no namae (letteralmente: Il nome del profeta)
- 1992. 彼岸先生, Higan sensei (letteralmente: Professor equinozio)
- 1995. 流刑地より愛をこめて, Ryūkeichi yori ai o komete (letteralmente: Dall'esilio con amore)

### Saggi
- 1987. 語らず、歌え, Katarazu, Utae (letteralmente: Non parlare, canta)
- 1993. 植民地のアリス, Shokumichi no Arisu (letteralmente: Alice della colonia)
- 1993. 漱石を書く, Sōseki o kaku (Su Natsume Sōseki)

### Opere Teatrali
- 1988. ウラリウム, Urariumu (Ulalume)
- 1990. ルナ, Runa (Luna)

### Traduzioni italiane
- Mi farò mummia, traduzione di Maria Roberta Novielli, Venezia, Marsilio, 1995, ISBN 978-8831762649. Raccoglie quattro racconti pubblicati nella raccolta Arumajiroō (1991) : Mi farò mummia (Miira ni naru nade, 1990), Beata adolescenza (Danjiki shōnen - Seishun, 1990), Il discepolo (Yudayakei aonisai, 1987), Il delfino nel deserto (Sabaku no Iruka).